# We (Arcade Fire)
We è il sesto album in studio del gruppo musicale canadese Arcade Fire, pubblicato il 6 maggio 2022 dalla Columbia Records.

## Tracce
1. Age of Anxiety I
2. Age of Anxiety II (Rabbit Hole)
3. Prelude
4. End of the Empire I–III
5. End of the Empire IV (Sagittarius A*)
6. The Lightning I
7. The Lightning II
8. Unconditional I (Lookout Kid)
9. Unconditional II (Race and Religion)
10. We

## Classifiche

### Classifiche settimanali
| Classifica (2022) | Posizione massima |
| ----------------- | ----------------- |
| Australia         | 11                |
| Canada            | 3                 |
| Danimarca         | 19                |
| Grecia            | 65                |
| Irlanda           | 1                 |
| Islanda           | 9                 |
| Italia            | 19                |
| Norvegia          | 15                |
| Nuova Zelanda     | 20                |
| Paesi Bassi       | 1                 |
| Regno Unito       | 1                 |
| Stati Uniti       | 6                 |
| Svezia            | 42                |
| Svizzera          | 2                 |

### Classifiche di fine anno
| Classifica (2022) | Posizione |
| ----------------- | --------- |
| Belgio (Fiandre)  | 69        |
| Belgio (Vallonia) | 166       |